# SUNSET JAM
『SUNSET JAM』（サンセットジャム）は、2006年4月から2007年9月27日まで全国FM放送協議会 (JFN) 加盟局で放送されていたジャパンエフエムネットワーク (JFNC) 制作のラジオ番組である。
斉藤リョーツがパーソナリティを務めていた平日夕方の音楽番組。毎週月曜 - 木曜 16:00 - 16:55（日本標準時）での放送を基本としていたが、この時間帯には自社製作番組を編成する局が多く、本番組を選択する局は少なかった。ネットしていた局も、自社製作番組もしくはTOKYO FM制作のラジオドラマ『ON THE WAY COMEDY 道草』を放送するために番組を途中で飛び降りていた。

## コーナー
- ネイチャーコネクション（16:10頃から放送） - 大自然を主な活動の場とする人々をゲストに迎えてのインタビューコーナー[1]。
- FMラジオショッピング（16:20頃から放送） - 番組内コーナーとして放送。前番組『JUNGLE Hotline』と同様に、このコーナーのみをネットする局も見られた。

## ネット局

### 番組をフルネットしていた局
- 長野エフエム放送（FM長野）

### 番組を途中で飛び降りていた局

#### 16:26に一旦飛び降りた後、番組に復帰
番組は、16:26前後の時間帯に各局ローカルコーナー放送用の枠を設けていた。以下、各局の番組表にて確認できたコーナーを記載。
- エフエム福島（ふくしまFM） - 『ウェザーインフォメーション』を放送のため[2]。
- 富山エフエム放送（FMとやま） - 『天気予報』を放送のため。
- 福井エフエム放送（FM福井） - 『ウエザーリポート』を放送のため。
- 岐阜エフエム放送 (Radio 80) - 自社製作枠の名残りである[独自研究?]『トラフィック』枠を設けていたため。2007年4月から放送。
- 三重エフエム放送 (radio3) - 『Power Play Zone』→『Relax Cube』を放送のため[3][4]。
- エフエム山陰 (V-air) - 『V-air MONTHRY[要検証 – ノート] J.P』を放送のため。2007年4月から放送。

#### 16:45に飛び降り
以下のうち、ふくしまFMとFM熊本以外の局は16:45 - 16:55に『ON THE WAY COMEDY 道草』を放送していた。
- エフエム青森（FM青森）
- エフエム秋田（FM秋田）
- エフエム福島（ふくしまFM） - 16:45 - 17:00に『一枚の写真から』を放送していたため[2]。
- 富山エフエム放送（FMとやま）
- 三重エフエム放送 (radio3)
- エフエム熊本（FM熊本） - 16:45 - 19:55に『Evening GatewaY』を放送していたため。

### 途中でネットを打ち切った局
- エフエム熊本（FM熊本） - 『FMK HAPPY GO LUCKY』の放送開始に伴い、2007年3月をもって打ち切り。